# Erceville

Erceville este o comună în departamentul Loiret din centrul Franței. În 1 ianuarie 2022 avea o populație de 293 de locuitori.